# Heriberto Díaz
Heriberto Díaz (nascido em 5 de janeiro de 1942) é um ex-ciclista olímpico mexicano. Representou sua nação nos Jogos Olímpicos de Verão de 1964 e 1968.